# Raśniki
Raśniki (ukr. Рясники) – wieś na Ukrainie w rejonie hoszczańskim obwodu rówieńskiego, nad Horyniem.

## Zabytki
- pałac - pod koniec XIX w. we wsi znajdował się piękny pałac z ogromną piętrową oficyną[1].